# Älgsjön (Ramsele socken, Ångermanland)
Älgsjön är en sjö i Sollefteå kommun i Ångermanland och ingår i Ångermanälvens huvudavrinningsområde. Sjön har en area på 0,276 kvadratkilometer och ligger 256 meter över havet.

## Delavrinningsområde
Älgsjön ingår i det delavrinningsområde (704742-152793) som SMHI kallar för Mynnar i Lafssjön. Medelhöjden är 302 meter över havet och ytan är 11,13 kvadratkilometer. Det finns inga avrinningsområden uppströms utan avrinningsområdet är högsta punkten. Vattendraget som avvattnar avrinningsområdet har biflödesordning 4, vilket innebär att vattnet flödar genom totalt 4 vattendrag innan det når havet efter 141 kilometer. Avrinningsområdet består mestadels av skog (95 procent). Avrinningsområdet har 0,28 kvadratkilometer vattenytor vilket ger det en sjöprocent på 2,5 procent.